# Kemenes Mari
Kemenes Mari született Morvay Mária  magyar manöken, modell, fotómodell. 

## Élete
1962-ben lett manöken, sztármanöken. Már akkor modell volt Magyarországon, amikor még kevés manöken volt a szakmában. Az 1960-1970-es évektől rendszeresen fotózták, és lépett fel divatbemutatókon, külföldön is.
Már bemutatott ruhát, de később, az Állami Artistaképző Intézetben letette a manökenvizsgát, mert kötelezővé tették.
A hatvanas évek elején lett manöken. Édesanyja barátnője szólt, hogy a Luxus áruházban lesz egy válogató, ahol megfelelt. Nyolcán voltak főállású manökenek, és 149-szer beutazták a világot, amikor még nem nagyon lehetett utazgatni.  
Faluról falura is járt, főleg a vidéki áruházakat reklámozta. Egyszer épp egy lány helyett ment egy világ körüli bemutatóútra, mert a fiúja disszidált, s őt is meg akarta szöktetni, de a lány védelmet kért a BM-től, ezért nem engedték ki. 
Az utak során is tanult, nyelveket, recepteket, ami érdekelte.
Kemenes Mari volt Elena Ceaușescu próbababája. Rotschild Kláranál készültek a kollekciók, kosztümök és bundák, s miután olyan volt az alakja, mint az övé, őt hívták el. 
Személyesen sosem találkoztak. A ruhagyáraknak is Kemenes Mari dolgozta a legtöbbet, mert egy kicsit vastagabb volt a dereka, mint a többieké, tehát közelebb állt az átlag nőhöz. 
Fotói rendszeresen jelentek meg lapokban, kiadványokban, például Nők Lapja, Ez a Divat című magazin hasábjain.
15 évig volt a pályán.
Kemenes Marinak butikja is volt. 
Manöken munkája mellett gyógypedagógiát tanult, reklámpropaganda tanfolyamot végzett, és elkezdett dolgozni a Május 1 Ruhagyárban, mint propagandista. A Kézműipari Vállalatnál is dolgozott. Szintén a manöken munka mellett agyagot is formált, amiben testvére, Morvay Zsuzsa keramikus adott szakmai tanácsokat.
Elhunyt, élete során hét férje volt.